# نورثروپ گرومن ئی-۱۰ ام‌سی۲ای
نورثروپ گرومن ئی-۱۰ ام‌سی۲ای (به انگلیسی: Northrop Grumman E-10 MC2A) یک هواپیمای ساختِ کارخانهٔ نورثروپ گرومن در کشور ایالات متحده آمریکا است. نخستین استفاده‌کنندهٔ این هواپیما نیروی هوایی ایالات متحده آمریکا بوده‌است.